# レディ・ウェポン
『レディ・ウェポン』（原題:赤裸特工、英題：Naked Weapon）は2002年の香港の映画である。

## ストーリー
各国で同時期に40人の少女誘拐事件が起きた。主犯マダムMは、少女達を6年間かけ一流の殺し屋に育てた。訓練に生き抜いたシャーリーンとキャサリンはプロの殺し屋として各国に送り出される。しかし香港で生き別れた母親との再会、少女誘拐事件を追っているCIA捜査官ジャックとの出会いにより、シャーリーンは組織を抜けることを決意した。

## キャスト
| 役名               | 俳優               | 日本語吹替 |
| ------------------ | ------------------ | ---------- |
| シャーリーン・チン | マギー・Q          | 日野由利加 |
| キャット           | アンヤ             | 浅野まゆみ |
| ジャック・チェン   | ダニエル・ウー     | 横堀悦夫   |
| マダムM            | アルメン・ウォン   | 葛城七穂   |
| リュウイチ         | アンドリュー・リン |            |
| フェイ・チン       | チェン・ペイペイ   | 梅田貴公美 |
| ジィン             | ジュエル・リー     |            |